# Madararytteren
Madararytteren er et stort stenrelief hugget ud i Madara Plateauet øst for Shumen i det nordøstlige Bulgarien. Relieffet viser en majestætisk rytter 23 m over jordniveau. Rytteren støder et spyd ind i en løve som ligger ved hestens fødder.
Monumentet tilskrives som regel thrakerne. I antikken lå Thrakien der hvor Bulgarien ligger i dag. Madararytteren er dateret til ca. år 710 og blev indskrevet på UNESCOs Verdensarvsliste i 1979.